# Anton Docher
 Anton Docher, nacido Antonin Jean Baptiste Docher (Le Crest, Francia, 1 de marzo de 1852 - Albuquerque, Estados Unidos, 18 de diciembre de 1928), era un sacerdote franciscano francés, un misionero auvernés y un defensor de los indios. En la literatura americana es a veces llamado Antoine, Antonio, Antonine, Anthony incluso Antonino. Vivió en el pueblo de Isleta Pueblo en el Nuevo México durante 34 años. Era un amigo muy próximo de Adolph Bandelier y de Charles Fletcher Lummis.

## Biografía
Una novela de Samuel Gance, Anton ou la trajectoire d'un père, ha sido tirada por su vida aventurada.
Una parte de su vida fue objeto de un libro The Padre of Isleta de Julia Keleher y Elsie Ruth Chant publicada en 1940 y reeditada en 2009 a la Edición Sunstone Press.
Es también identificado como habiendo servido de modelo al personaje del Padre Jesus de Baca en la novela de Willa Cather Death comes fuero the Archbishop. Willa Cather le encontró a Padre Anton Docher en el momento de una visita corta a Isleta, mientras que ya padecía de la catarata y al final de su vida. 
Él mismo escribió interesante artículo de etnología publicado en The Santa Fé Magazine en junio de 1913, en el cual describe la vida del siglo XX en Pueblos.
En 2018, el escritor francés Philippe Morvan se inspiró en su vida de aventura para escribir su novela Ours publicada por Calmann-Lévy.

## Galería

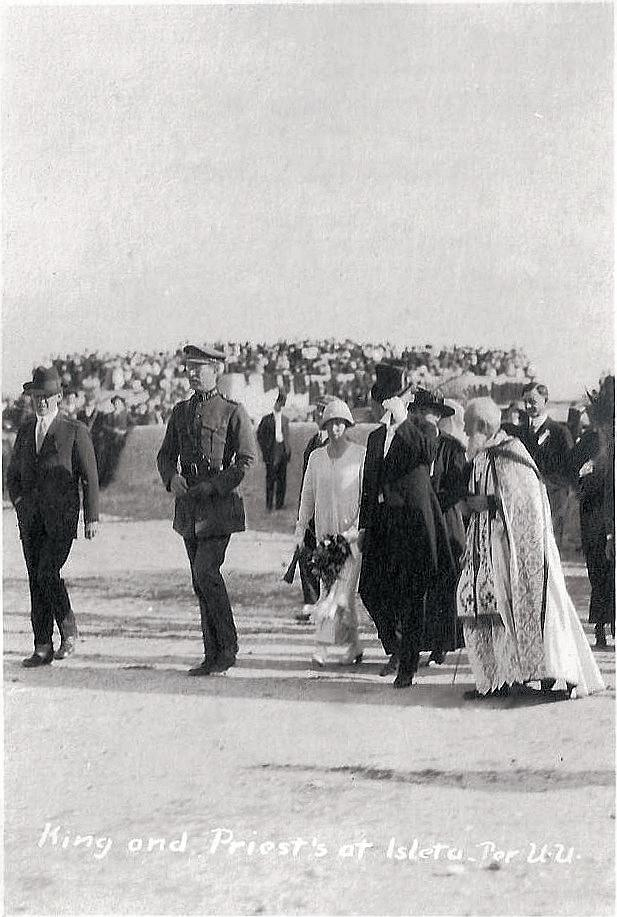
Rey Albert I de Bélgica en 1919 con Anton Docher
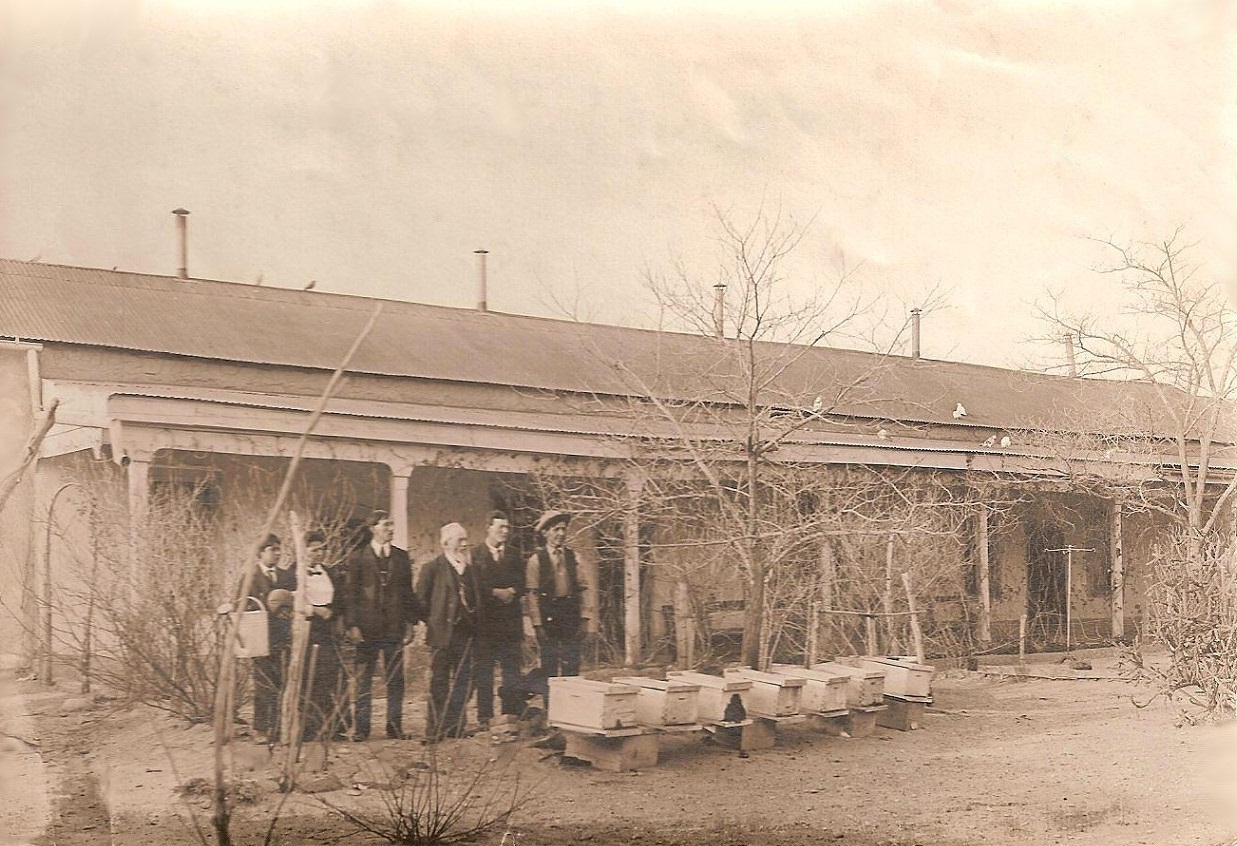
Casa de Anton Docher en Isleta